# Corallium variabile
Corallium variabile är en korallart som först beskrevs av Thomson och Henderson 1906.  Corallium variabile ingår i släktet Corallium och familjen Coralliidae. Inga underarter finns listade i Catalogue of Life.